# Politica în Cecenia

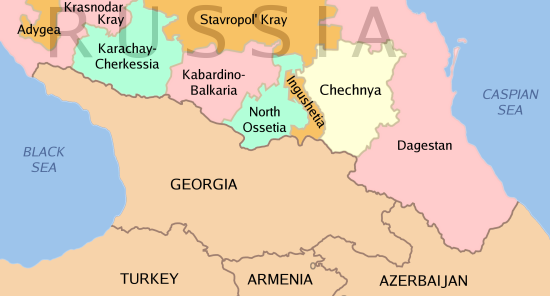
Harta Ceceniei şi a Caucazului

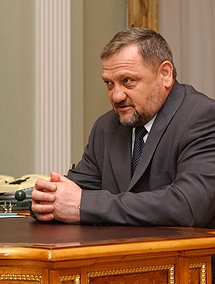
Ahmat Kadîrov

Cecenia este considerată o republică independentă de către separatiști și o republică federală de către susținătorii Federației Ruse. Constituția sa a intrat în vigoare pe 2 aprilie 2003, după ce s-a ținut un referendum în regiune pe 23 martie același an. Unele teritorii au fost sau mai sunt încă sub controlul teipurilor (clanurilor) regionale, în ciuda existenței structurilor politice pro sau anti-rusești.
Din 1990, Republica Cecenă se confruntă cu un război civil în care sunt implicate mișcările separatiste și autoritățile promoscovite.
Motivațiile implicării cecenilor și rușilor în acest conflict sunt complicate. Încăpățânarea cu care Rusia refuză dreptul Ceceniei la ieșirea din federație se pare că ține de teama că și alte teritorii i-ar putea urma exemplul micii republici, ce ar duce la dezintegrarea țării. Un alt factor este cel economic: Cecenia este o regiune bogată în rezerve de țiței, existând temerile că prelungirea războiului ar putea face ca o a treia parte să devină interesată de controlul bogățiilor subsolului, cauzând continuarea războiului și instabilitate regională.
În Cecenia există mai multe grupuri care luptă cu rușii, fiecare având motivații politice, ideologice sau economice să fie implicate în acest conflict. Unele dintre aceste grupuri sunt alimentate de ura și dorința de răzbunare pentru acțiunile militare și politice rusești în regiune. Cea mai mare suferință colectivă cecenă a fost strămutarea întregii populații în Asia Centrală (Republica Sovietică Socialistă Kazahă, Republica Sovietică Socialistă Kirghiză) din timpul celui de-al Doilea Război Mondial, ceea ce a dus la pieirea unui sfert din populație. Șomajul și sărăcia sunt factori care alimentează acest conflict.
Fostul lider războinic, Ahmad Kadîrov, pe care mulți separatiști l-au considerat trădător, a fost ales președinte cu 83% din voturi în alegeri monitorizate internațional, pe 5 octombrie 2003. Observatorii OSCE au raportat numeroase incidente la secțiile de vot, interzicerea participării la alegeri a unor partide, cat și acțiuni de intimidare și de influențare a populației de către soldații ruși. Rudnik Dudaev este șeful Consiliului Cecen de Securitate, iar Anatoli Popov este prim-ministru. Pe 9 mai 2004,  Ahmad Kadîrov a fost ucis pe stadionul de fotbal din Groznîi in urma exploziei unei mine amplasate sub tribuna VIP. Serghei Abramov a fost numit președinte interimar după acest incident.
Pe 29 august 2004 au avut loc noi alegeri prezidențiale. În conformitate cu rezultatele date publicității de către Comisia Electorală Cecenă, Alu Alhanov, fostul ministru de interne, a câștigat alegerile cu  aproximativ 74% dintre voturile exprimate. Prezența la vot a fost de 85,2%. Unele autorități internaționale printre care Departamentul de Stat al SUA, Federația Internațională Helsinki pentru Drepturile Omului, dar și reprezentanții opoziției, au considerat alegerile incorecte, citând în principal descalificarea principalului rival al câștigătorului, Malik Saidullaev, pe motive tehnico-birocratice. Condițiile de vot au fost de asemenea criticate, dar nu s-a depus nici o plângere oficială. Alegerile au fost monitorizate de observatori ai CSI și Ligii Arabe. Desi invitati, observatorii din Occident nu au participat la alegeri, din cauza neregulilor semnalate anterior.
Fiul lui Ahmad Kadîrov, Ramzan Kadîrov, a jucat un rol important în Guvern, ca prim-viceprim-ministru. Tentativa acestuia de a deveni sef al statului esueaza, acesta neavand 30 de ani la acea vreme (asa cum prevede articolul 66 al Constituției adoptate pe 23 martie 2003). De asemenea se afirmă, fără dovezi serioase, că Ramzan Kadîrov este cel mai bogat și mai influent om din republică, având controlul unei miliții private din care fac parte asa-numitii kadyrovtsy. Acestă miliție – care a servit ca forța de securitate privată a tatălui său – a fost acuzată de Human Rights Watch de răpiri sau asasinate la comandă.
În paralel cu guvernul oficial, există un  guvern autoproclamat separatist, care nu este recunoscut de nici un stat, deși unii dintre membrii lui au primit azil politic în țări europene, arabe sau în Statele Unite ale Americii. Guvernul separatist a fost recunoscut numai de guvernul taliban al Afganistanului în 1999, având o ambasadă deschisă în Kabul pe 16 ianuarie 2000. Odată cu  înfrângerea talibanilor, această ambasadă a încetat să existe. Președintele acestui guvern a fost Aslan Mashadov, iar ministrul de externe a fost  Ilias Ahmadov, care era și purtătorul de cuvânt al lui Mashadov. Ilias Ahmadov trăiește ca azilant în SUA. Aslan Mashadov a fost ales în cadrul unor alegeri minitorizate internațional în 1997 pentru un mandat de 4 ani, într-un moment în care separatiștii erau principala forță politică. În 2001 el a dat un decret prin care și-a prelungit mandatul cu încă un an. Nu a reușit să participe la alegerile prezidențiale din 2003, deoarece partidele separatiste au fost împiedicate de ruși să participe la alegeri, iar fostul președinte a fost nevoit să facă față acuzațiilor de "activități teroriste". Mashadov a părăsit orasul Groznîi, refugiindu-se într-o zonă controlată de rebeli. El nu a reușit să câștige sprijinul conducătorilor militari tribali, puterea sa diminuându-se treptat. În încercarea de a se distanța de Șamil Basaev, Mashadov a condamnat atacul de la Beslan din 8 martie 2005.
Ahmed Zakaev, vice-prim-ministru și ministru de externe pe vremea lui Mashadov, trăiește la ora actuală în Anglia. El și alți sustinatori ai lui Mashadov l-au ales pe Abdul Halim Saidullaev să-l înlocuiască pe președintele ucis, evitând astfel alegerea lui Basaev. Se pare că după această alegere, Basaev a jurat credință noului președinte. Saidullaev este un judecător islamic relativ necunoscut, care a fost într-o perioadă realizatorul unei emisiuni islamice la televiziunea cecenă. Poziția sa politică este necunoscută, ceea ce i-a făcut pe ruși să-l considere un om de paie, în umbra căruia Basaev continuă ascensiunea la putere, în condițiile lipsei unor figuri marcante printre conducătorii mișcării separatiste.